# 国家能源交通重点建设基金
国家能源交通重点建设基金，简称“能源交通基金”，是1982年12月15日中国国务院决定，自1983年1月1日起依照税收强制性和无偿性的原则，从预算外资金中筹集的、用于国家能源开发和交通建设的专项基金。“国家能源交通重点建设基金”与1989年起实行“国家预算调节基金”合称“两金”。